# 升钟镇
升钟镇，是中华人民共和国四川省南充市南部县下辖的一个乡镇级行政单位。
2019年10月29日，撤销永红乡和柳树乡，将其所属行政区域划归升钟镇管辖。

## 行政区划
升钟镇下辖以下地区：
中心街社区、德丰街社区、西河街社区、马龙庙村、旋塘湾村、桥坝头村、龙脊庙村、陈家桥村、宝印山村、风斗垭村、张家嘴村、柏树桠村、杨家山村、堰坎上村、回龙场村、青龙观村、玉眉山村和高山村。